# مقاطعة آيرون (يوتا)
مقاطعة أيرون (بالإنجليزية: Iron County)‏ هي إحدى مقاطعات ولاية يوتا في الولايات المتحدة الأمريكية.